# Мозок (фільм)
«Мозок» (англ. «The Brain»), також вийшов у ФРН під назвою «Мрець шукає свого вбивцю» (нім. «Ein Toter sucht seinen Mörder») — науково-фантастичний гостросюжетний фільм 1962 року режисера Фредді Френсіса з Енн Гейвуд і Пітером ван Ейком у головних ролях. «Мозок» — фільм спільного виробництва Великої Британії та Федеративної Республіки Німеччина.

## Сюжет
Кінострічка «Мозок» відрізняється від попередніх екранізацій роману Курта Сіодмака 1942 року «Мозок Донована»: у цій адаптації мертвий чоловік шукає свого вбивцю через контакт з лікарем, який зберігає його мозок живим.

## Акторський склад
- Енн Гейвуд — Анна Голт
- Пітер ван Ейк — доктор Пітер Корі
- Цейціл Паркер — Стівенсон
- Бернард Лі — доктор Френк Ширс
- Джеремі Спенсер — Мартін Голт
- Максін Одлі — Маріон Фейн
- Еллен Шверс — Елла
- Зіґфрід Ловіц — пан Волтерс
- Ганс Нелсен — Іммерман
- Джек МакҐоран — Фурбер
- Майлз Мейллсон — доктор Міллер
- Джордж Купер — Томас Ґеблер
- Віктор Брукс — фермер на місці аварії (немає в титрах)
- Аллан Катбертсон — Да Сільва (немає в титрах)
- Джон Джанкін — Фредерік (немає в титрах)
- Браян Прінґл — діджей (немає в титрах)
- Петсі Ролендс — дівчина на дискотеці (немає в титрах)
- Алістер Вільямсон — інспектор Пайк (немає в титрах)